# Liste des oiseaux d'Australie
Ceci est une liste des oiseaux endémiques ou quasi-endémiques d'Australie.
L'Australie comporte un grand nombre d'oiseaux, dont beaucoup d'espèces endémiques, parfois omniprésentes ou à une échelle locale ; d'autres en revanche ont une aire de présence beaucoup plus vaste (parfois cosmopolite) et par pertinence sont écartées de la liste ci-dessous... Seules les espèces endémiques ou ayant une aire commensurable aux frontières de l'île sont incluses.
| Nom                            | Famille           | Répartition                              | Statut UICN | Image |
| ------------------------------ | ----------------- | ---------------------------------------- | ----------- | ----- |
| Acanthize ardoisé              | Acanthizidae      | centre                                   |             | -     |
| Acanthize à croupion beige     | Acanthizidae      | répandu                                  |             |       |
| Acanthize à croupion jaune     | Acanthizidae      | répandu                                  |             |       |
| Acanthize à croupion roux      | Acanthizidae      | sud                                      |             |       |
| Acanthize d'Iredale            | Acanthizidae      | sud                                      |             |       |
| Acanthize mignon               | Acanthizidae      | est                                      |             |       |
| Acanthize des montagnes        | Acanthizidae      | nord-est : Péninsule du cap York         |             |       |
| Acanthize nain                 | Acanthizidae      | est                                      |             |       |
| Acanthize ridé                 | Acanthizidae      | sud-est                                  |             |       |
| Acanthize sobre                | Acanthizidae      | sud-ouest                                |             |       |
| Acanthize de Tasmanie          | Acanthizidae      | Tasmanie                                 |             |       |
| Acanthize troglodyte           | Acanthizidae      | répandu                                  |             |       |
| Aigle d'Australie              | Accipitridae      | répandu                                  |             |       |
| Aigle nain                     | Accipitridae      | répandu                                  |             |       |
| Amytis de Dorothy              | Maluridae         | nord                                     |             |       |
| Amytis de l'Eyre               | Maluridae         | centre                                   |             |       |
| Amytis à gorge blanche         | Maluridae         | nord : Top End                           |             |       |
| Amytis gris                    | Maluridae         | centre                                   |             |       |
| Amytis kalkadoon               | Maluridae         | nord-est : chaîne de Selwyn              |             |       |
| Amytis de Merrotsy             | Maluridae         | sud : chaînes Flinders et Gawler         |             |       |
| Amytis natté                   | Maluridae         | sud et ouest                             |             |       |
| Amytis noir                    | Maluridae         | nord-ouest                               |             | -     |
| Amytis oriental                | Maluridae         | centre-est                               |             |       |
| Amytis d'Owen                  | Maluridae         | centre                                   | -           |       |
| Amytis de Purnell              | Maluridae         | centre                                   |             |       |
| Amytis de Rowley               | Maluridae         | nord-est                                 |             |       |
| Amytis strié                   | Maluridae         | répandu                                  |             |       |
| Amytis de White                | Maluridae         | ouest                                    |             | -     |
| Anhinga d'Australie            | Anhingidae        | répandu                                  |             |       |
| Anserelle élégante             | Anatidae          | nord                                     |             |       |
| Apôtre gris                    | Corcoracidae      | répandu                                  |             |       |
| Atrichorne bruyant             | Atrichornithidae  | sud-ouest                                |             |       |
| Atrichorne roux                | Atrichornithidae  | est                                      |             |       |
| Autour australien              | Accipitridae      | répandu                                  |             |       |
| Autour blanc                   | Accipitridae      | nord/est                                 |             |       |
| Autour rouge                   | Accipitridae      | nord/nord-est                            |             |       |
| Avocette d'Australie           | Recurvirostridae  | répandu                                  |             |       |
| Balbuzard d'Australie          | Pandionidae       | répandu                                  | -           |       |
| Blongios d'Australie           | Ardeidae          | est                                      |             |       |
| Bondrée à plastron             | Accipitridae      | répandu                                  |             |       |
| Bondrée à queue carrée         | Accipitridae      | répandu                                  |             |       |
| Brève iris                     | Pittidae          | nord                                     |             |       |
| Brève versicolore              | Pittidae          | est                                      |             |       |
| Brolga                         | Gruidae           | répandu                                  |             |       |
| Busard tacheté                 | Accipitridae      | répandu                                  |             |       |
| Cacatoès banksien              | Cacatuidae        | répandu                                  |             |       |
| Cacatoès de Baudin             | Cacatuidae        | sud-ouest                                |             |       |
| Cacatoès corella               | Cacatuidae        | répandu                                  |             |       |
| Cacatoès funèbre               | Cacatuidae        | sud-est                                  |             |       |
| Cacatoès à huppe jaune         | Cacatuidae        | répandu                                  |             |       |
| Cacatoès laboureur             | Cacatuidae        | sud-ouest                                |             |       |
| Cacatoès de Latham             | Cacatuidae        | est                                      |             |       |
| Cacatoès de Leadbeater         | Cacatuidae        | répandu                                  |             |       |
| Cacatoès nasique               | Cacatuidae        | sud-est                                  |             |       |
| Cacatoès à rectrices blanches  | Cacatuidae        | sud-ouest                                |             |       |
| Cacatoès rosalbin              | Cacatuidae        | répandu                                  |             |       |
| Cacatoès à tête rouge          | Cacatuidae        | sud-est                                  |             |       |
| Caille des chaumes             | Phasianidae       | répandu                                  |             |       |
| Caille tasmane                 | Phasianidae       | répandu                                  |             |       |
| Calopsitte élégante            | Psittacidae       | répandu                                  |             |       |
| Canard à crinière              | Anatidae          | répandu                                  |             |       |
| Canard à oreilles roses        | Anatidae          | répandu                                  |             |       |
| Canaroie semipalmée            | Anseranatidae     | répandu                                  |             |       |
| Capucin à croupion jaune       | Estrildidae       | nord                                     |             |       |
| Capucin à poitrine blanche     | Estrildidae       | nord                                     |             |       |
| Carillonneur huppé             | Oreoicidae        | répandu                                  |             |       |
| Carpophage à double huppe      | Columbidae        | est                                      |             |       |
| Carpophage de Wharton          | Columbidae        | île Christmas                            |             |       |
| Cassican à collier             | Artamidae         | répandu                                  |             |       |
| Cassican à dos argent          | Artamidae         | nord                                     |             |       |
| Cassican flûteur               | Artamidae         | répandu                                  |             |       |
| Cassican à gorge noire         | Artamidae         | répandu                                  |             |       |
| Céréopse cendré                | Anatidae          | sud                                      |             |       |
| Cinclosome cannelle            | Cinclosomatidae   | centre                                   |             |       |
| Cinclosome cuivré              | Cinclosomatidae   | ouest                                    | -           |       |
| Cinclosome à dos fauve         | Cinclosomatidae   | ouest                                    |             |       |
| Cinclosome marron              | Cinclosomatidae   | sud-est                                  |             |       |
| Cinclosome de Nullarbor        | Cinclosomatidae   | sud : plaine de Nullarbor                |             |       |
| Cinclosome pointillé           | Cinclosomatidae   | est                                      |             |       |
| Cinclosome à poitrine cannelle | Cinclosomatidae   | centre-est                               |             |       |
| Colombine arlequin             | Columbidae        | centre                                   |             |       |
| Colombine élégante             | Columbidae        | sud                                      |             |       |
| Colombine longup               | Columbidae        | répandu                                  |             |       |
| Colombine lumachelle           | Columbidae        | répandu                                  |             |       |
| Colombine marquetée            | Columbidae        | nord-est                                 |             |       |
| Colombine plumifère            | Columbidae        | nord                                     |             |       |
| Colombine des rochers          | Columbidae        | nord-ouest                               |             |       |
| Colombine rufipenne            | Columbidae        | nord : Top End                           |             |       |
| Colombine de Smith             | Columbidae        | nord : Kimberley & Top End               |             |       |
| Colombine wonga                | Columbidae        | est                                      |             |       |
| Corbeau d'Australie            | Corvidae          | répandu                                  |             |       |
| Corbeau du désert              | Corvidae          | répandu                                  |             |       |
| Petit Corbeau                  | Corvidae          | sud-est                                  |             |       |
| Corbeau de Tasmanie            | Corvidae          | sud-est                                  |             |       |
| Corbicrave leucoptère          | Corcoracidae      | sud et est                               |             |       |
| Cormoran de Heard              | Phalacrocoracidae | île Heard                                | -           | -     |
| Cormoran de Macquarie          | Phalacrocoracidae | île Macquarie                            | -           |       |
| Cormoran de Tasmanie           | Phalacrocoracidae | sud : côte                               |             |       |
| Cormoran varié                 | Phalacrocoracidae | répandu                                  |             |       |
| Coucou de Horsfield            | Cuculidae         | répandu                                  |             |       |
| Coucou oreillard               | Cuculidae         | répandu                                  |             |       |
| Coucou pâle                    | Cuculidae         | répandu                                  |             |       |
| Coucou présageur               | Cuculidae         | nord et est                              |             |       |
| Crecerelle d'Australie         | Falconidae        | répandu                                  |             |       |
| Cygne noir                     | Anatidae          | répandu                                  |             |       |
| Dasyorne brun                  | Dasyornithidae    | côte est                                 |             |       |
| Dasyorne à long bec            | Dasyornithidae    | côte sud-ouest                           |             |       |
| Dasyorne roux                  | Dasyornithidae    | côte sud-est                             |             |       |
| Dendrocygne d'Eyton            | Anatidae          | répandu                                  |             |       |
| Diamant à bavette              | Estrildidae       | nord-est                                 |             |       |
| Diamant de Bicheno             | Estrildidae       | nord & est                               |             |       |
| Diamant à cinq couleurs        | Estrildidae       | est                                      |             |       |
| Diamant de Gould               | Estrildidae       | nord                                     |             |       |
| Diamant à gouttelettes         | Estrildidae       | sud-est                                  |             |       |
| Diamant à longue queue         | Estrildidae       | nord                                     |             |       |
| Diamant masqué                 | Estrildidae       | nord                                     |             |       |
| Diamant modeste                | Estrildidae       | est                                      |             |       |
| Diamant oculé                  | Estrildidae       | sud-ouest                                |             |       |
| Diamant peint                  | Estrildidae       | répandu                                  |             |       |
| Diamant phaéton                | Estrildidae       | nord                                     |             |       |
| Diamant queue-de-feu           | Estrildidae       | sud-est                                  |             |       |
| Diamant à queue rousse         | Estrildidae       | nord                                     |             |       |
| Dicée hirondelle               | Dicruridae        | répandu                                  |             |       |
| Drongo pailleté                | Dicruridae        | répandu                                  |             |       |
| Drymode bridé                  | Petroicidae       | nord-est : péninsule du cap York         |             |       |
| Drymode à croupion brun        | Petroicidae       | sud                                      |             |       |
| Échasse d'Australie            | Recurvirostridae  | répandu                                  |             |       |
| Échasse à tête blanche         | Recurvirostridae  | sud et ouest                             |             |       |
| Échelet brun                   | Climacteridae     | est                                      |             |       |
| Échelet leucophée              | Climacteridae     | est                                      |             |       |
| Échelet à queue noire          | Climacteridae     | nord                                     |             |       |
| Échelet roux                   | Climacteridae     | sud-ouest                                |             |       |
| Échelet à sourcils blancs      | Climacteridae     | centre                                   |             |       |
| Échelet à sourcils roux        | Climacteridae     | sud-est                                  |             |       |
| Échenilleur terrestre          | Campephagidae     | répandu                                  |             |       |
| Échenilleur tricolore          | Campephagidae     | répandu                                  |             |       |
| Effraie masquée                | Tytonidae         | répandu                                  |             |       |
| Égothèle d'Australie           | Aegothelidae      | répandu                                  |             |       |
| Élanion d'Australie            | Accipitridae      | répandu                                  |             |       |
| Élanion lettré                 | Accipitridae      | centre-nord                              |             |       |
| Émeu d'Australie               | Dromaiidae        | répandu                                  |             |       |
| Émeu de Baudin                 | Dromaiidae        | île Kangourou                            |             |       |
| Émeu noir                      | Dromaiidae        | île King                                 |             |       |
| Émeu de Tasmanie               | Dromaiidae        | Tasmanie                                 |             |       |
| Engoulevent argus              | Caprimulgidae     | répandu                                  |             |       |
| Engoulevent moustac            | Caprimulgidae     | est                                      |             |       |
| Epthianure d'Ashby             | Meliphagidae      | centre                                   |             |       |
| Epthianure à collier           | Meliphagidae      | nord                                     |             |       |
| Epthianure à front blanc       | Meliphagidae      | sud                                      |             |       |
| Epthianure orangée             | Meliphagidae      | répandu                                  |             |       |
| Epthianure tricolore           | Meliphagidae      | centre & ouest                           |             |       |
| Érismature australe            | Anatidae          | sud                                      |             |       |
| Érismature à barbillons        | Anatidae          | sud                                      |             |       |
| Falconelle à casque            | Falcunculidae     | sud-est                                  |             |       |
| Falconelle à ventre blanc      | Falcunculidae     | sud-ouest                                |             |       |
| Falconelle de White            | Falcunculidae     | nord                                     |             | -     |
| Faucon bérigora                | Falconidae        | répandu                                  |             |       |
| Faucon gris                    | Falconidae        | répandu                                  |             |       |
| Faucon noir                    | Falconidae        | répandu                                  |             |       |
| Petit Faucon                   | Falconidae        | répandu                                  |             |       |
| Fou d'Abbott                   | Sulidae           | île Christmas                            |             |       |
| Frégate d'Andrews              | Fregatidae        | île Christmas                            |             |       |
| Fuligule austral               | Anatidae          | répandu                                  |             |       |
| Gallinule aborigène            | Rallidae          | répandu                                  |             |       |
| Gallinule de Tasmanie          | Rallidae          | Tasmanie                                 |             |       |
| Géopélie diamant               | Columbidae        | répandu                                  |             |       |
| Géopélie à nuque rousse        | Columbidae        | répandu                                  |             |       |
| Géopélie placide               | Columbidae        | répandu                                  |             |       |
| Gérygone à bec court           | Acanthizidae      | répandu                                  |             |       |
| Gérygone blafarde              | Acanthizidae      | ouest : côtes                            |             |       |
| Gérygone blanchâtre            | Acanthizidae      | répandu                                  |             |       |
| Gérygone brune                 | Acanthizidae      | est                                      |             |       |
| Gérygone à collier noir        | Acanthizidae      | centre                                   |             |       |
| Gérygone à collier roux        | Acanthizidae      | centre                                   |             |       |
| Gérygone à queue blanche       | Acanthizidae      | répandu                                  |             |       |
| Glaréole isabelle              | Glareolidae       | centre                                   |             |       |
| Goéland austral                | Laridae           | côtes australes                          |             |       |
| Gorfou de Schlegel             | Spheniscidae      | île Macquarie                            |             |       |
| Gralline pie                   | Monarchidae       | répandu                                  |             |       |
| Grèbe argenté                  | Podicipedidae     | sud                                      |             |       |
| Grèbe australasien             | Podicipedidae     | répandu                                  |             |       |
| Grive à lunules                | Turdidae          | est                                      |             |       |
| Guêpier arc-en-ciel            | Meropidae         | répandu                                  |             |       |
| Héron à tête blanche           | Ardeidae          | répandu                                  |             |       |
| Hirondelle des arbres          | Hirundinidae      | répandu                                  |             |       |
| Hirondelle ariel               | Hirundinidae      | répandu                                  |             |       |
| Hirondelle à dos blanc         | Hirundinidae      | répandu                                  |             |       |
| Hirondelle messagère           | Hirundinidae      | sud                                      |             |       |
| Huîtrier fuligineux            | Haematopodidae    | côtes                                    |             |       |
| Huîtrier à long bec            | Haematopodidae    | côtes                                    |             |       |
| Ibis d'Australie               | Threskiornithidae | répandu                                  |             |       |
| Ibis à cou noir                | Threskiornithidae | répandu                                  |             |       |
| Jardinier à bec denté          | Ptilonorhynchidae | nord-est : Péninsule du cap York         |             |       |
| Jardinier maculé               | Ptilonorhynchidae | est                                      |             |       |
| Jardinier de Newton            | Ptilonorhynchidae | nord-est : Péninsule du cap York         |             |       |
| Jardinier à nuque rose         | Ptilonorhynchidae | nord                                     |             |       |
| Jardinier prince-régent        | Ptilonorhynchidae | est                                      |             |       |
| Jardinier satiné               | Ptilonorhynchidae | est                                      |             |       |
| Jardinier tacheté              | Ptilonorhynchidae | centre/ouest                             |             |       |
| Jardinier vert                 | Ptilonorhynchidae | est                                      |             |       |
| Langrayen bridé                | Artamidae         | répandu                                  |             |       |
| Langrayen gris                 | Artamidae         | répandu                                  |             |       |
| Langrayen masqué               | Artamidae         | répandu                                  |             |       |
| Petit Langrayen                | Artamidae         | répandu                                  |             |       |
| Langrayen sordide              | Artamidae         | répandu                                  |             |       |
| Langrayen à ventre blanc       | Artamidae         | répandu                                  |             |       |
| Léipoa ocellé                  | Megapodiidae      | sud                                      |             |       |
| Lori à bandeau rouge           | Psittacidae       | sud-est                                  |             |       |
| Lori à couronne pourpre        | Psittacidae       | sud                                      |             |       |
| Lori à masque rouge            | Psittacidae       | est                                      |             |       |
| Loriot sagittal                | Oriolidae         | répandu                                  |             |       |
| Loriot verdâtre                | Oriolidae         | nord                                     |             |       |
| Loriquet arc-en-ciel           | Psittacidae       | est                                      |             |       |
| Loriquet à col rouge           | Psittacidae       | nord                                     |             |       |
| Loriquet vert                  | Psittacidae       | est                                      |             |       |
| Mandarin d'Australie           | Estrildidae       | répandu                                  |             |       |
| Marouette d'Australie          | Rallidae          | répandu                                  |             |       |
| Martin-chasseur à ailes bleues | Alcedinidae       | nord                                     |             |       |
| Martin-chasseur à dos de feu   | Alcedinidae       | répandu                                  |             |       |
| Martin-chasseur forestier      | Alcedinidae       | nord et est                              |             |       |
| Martin-chasseur géant          | Alcedinidae       | est                                      |             |       |
| Martin-pêcheur poucet          | Alcedinidae       | nord et est                              |             |       |
| Mégalure brune                 | Locustellidae     | répandu                                  |             |       |
| Mégalure de Mathews            | Locustellidae     | répandu                                  |             |       |
| Mégalure menue                 | Locustellidae     | répandu                                  |             |       |
| Mégalure du spinifex           | Locustellidae     | centre/nord                              |             |       |
| Méliphage barbe-rouge          | Meliphagidae      | sud                                      |             |       |
| Méliphage à bavette            | Meliphagidae      | répandu                                  |             |       |
| Méliphage à bec fort           | Meliphagidae      | Tasmanie                                 |             |       |
| Méliphage à bec grêle          | Meliphagidae      | est                                      |             |       |
| Méliphage à boucle blanche     | Meliphagidae      | nord : Top End                           |             |       |
| Méliphage bridé                | Meliphagidae      | nord-est                                 |             |       |
| Méliphage bruyant              | Meliphagidae      | est                                      |             |       |
| Méliphage à calotte fauve      | Meliphagidae      | sud                                      |             |       |
| Méliphage chanteur             | Meliphagidae      | répandu                                  |             |       |
| Méliphage de Cockerell         | Meliphagidae      | nord-est : Péninsule du cap York         |             |       |
| Méliphage cornu                | Meliphagidae      | sud-est                                  |             |       |
| Méliphage à croissants         | Meliphagidae      | sud-est                                  |             |       |
| Méliphage cryptique            | Meliphagidae      | nord-est : Péninsule du cap York         |             |       |
| Méliphage fardé                | Meliphagidae      | sud-ouest                                |             |       |
| Méliphage fascié               | Meliphagidae      | nord                                     |             |       |
| Méliphage festonné             | Meliphagidae      | sud-ouest                                |             |       |
| Méliphage flavescent           | Meliphagidae      | nord                                     |             |       |
| Méliphage à front blanc        | Meliphagidae      | centre                                   |             |       |
| Méliphage à gorge jaune        | Meliphagidae      | Tasmanie                                 |             |       |
| Méliphage à gorge rousse       | Meliphagidae      | nord                                     |             |       |
| Méliphage à gouttelettes       | Meliphagidae      | sud-est                                  |             |       |
| Méliphage grimé                | Meliphagidae      | sud                                      |             |       |
| Méliphage grisâtre             | Meliphagidae      | est                                      |             |       |
| Méliphage de Hindwood          | Meliphagidae      | nord-est : Clarke Range                  |             | -     |
| Méliphage jaune                | Meliphagidae      | nord-est : Péninsule du cap York         |             |       |
| Méliphage à joues jaunes       | Meliphagidae      | est                                      |             |       |
| Méliphage du Kimberley         | Meliphagidae      | nord-ouest : Kimberley                   |             | -     |
| Méliphage lancéolé             | Meliphagidae      | est                                      |             |       |
| Méliphage leucotique           | Meliphagidae      | répandu                                  |             |       |
| Méliphage de Lewin             | Meliphagidae      | est                                      |             |       |
| Méliphage à lunule             | Meliphagidae      | est                                      |             |       |
| Méliphage de Macleay           | Meliphagidae      | nord-est : Péninsule du cap York         |             |       |
| Méliphage des mangroves        | Meliphagidae      | est                                      |             |       |
| Méliphage marqué               | Meliphagidae      | nord-est : Péninsule du cap York         |             |       |
| Méliphage à menton blanc       | Meliphagidae      | nord                                     |             |       |
| Méliphage à menton noir        | Meliphagidae      | est                                      |             |       |
| Méliphage mineur               | Meliphagidae      | sud-ouest                                |             |       |
| Méliphage de Nouvelle-Hollande | Meliphagidae      | sud                                      |             |       |
| Méliphage à oreillons bleus    | Meliphagidae      | nord et est                              |             |       |
| Méliphage à parure jaune       | Meliphagidae      | sud                                      |             |       |
| Méliphage peint                | Meliphagidae      | est                                      |             |       |
| Méliphage à pendeloques        | Meliphagidae      | Tasmanie                                 |             |       |
| Méliphage à plumet noir        | Meliphagidae      | répandu                                  |             |       |
| Méliphage régent               | Meliphagidae      | sud-est                                  |             |       |
| Méliphage serti                | Meliphagidae      | répandu                                  |             |       |
| Méliphage à sourcils noirs     | Meliphagidae      | sud-est                                  |             |       |
| Méliphage du Swan              | Meliphagidae      | sud-ouest                                |             |       |
| Méliphage à tête brune         | Meliphagidae      | sud                                      |             |       |
| Méliphage à tête grise         | Meliphagidae      | centre/nord                              |             |       |
| Méliphage à tête noire         | Meliphagidae      | Tasmanie                                 |             |       |
| Méliphage unicolore            | Meliphagidae      | nord                                     |             |       |
| Méliphage varié                | Meliphagidae      | répandu                                  |             |       |
| Méliphage de White             | Meliphagidae      | centre                                   |             | -     |
| Ménure d'Albert                | Menuridae         | est : frontière Queensland/NSW           |             |       |
| Ménure superbe                 | Menuridae         | sud-est                                  |             |       |
| Mérion couronné                | Maluridae         | nord                                     |             |       |
| Mérion à dos rouge             | Maluridae         | nord et est                              |             |       |
| Mérion élégant                 | Maluridae         | sud-ouest                                |             |       |
| Mérion à épaulettes            | Maluridae         | nord et est                              |             |       |
| Mérion à gorge bleue           | Maluridae         | sud/sud-ouest                            |             |       |
| Mérion de Lambert              | Maluridae         | répandu                                  |             |       |
| Mérion leucoptère              | Maluridae         | répandu                                  |             |       |
| Mérion ravissant               | Maluridae         | nord-est : Péninsule du cap York         |             |       |
| Mérion splendide               | Maluridae         | répandu                                  |             |       |
| Mérion superbe                 | Maluridae         | sud-est                                  |             |       |
| Mérion violacé                 | Maluridae         | répandu                                  |             |       |
| Miro boodang                   | Petroicidae       | sud                                      |             |       |
| Miro bridé                     | Petroicidae       | nord-est : Péninsule du cap York         |             |       |
| Miro embrasé                   | Petroicidae       | sud-est                                  |             |       |
| Miro enchanteur                | Petroicidae       | répandu                                  |             |       |
| Miro à flancs chamois          | Petroicidae       | nord                                     |             |       |
| Miro à front rouge             | Petroicidae       | répandu                                  |             |       |
| Miro incarnat                  | Petroicidae       | sud-est                                  |             |       |
| Miro jaunâtre                  | Petroicidae       | est                                      |             |       |
| Miro des mangroves             | Petroicidae       | nord                                     |             |       |
| Miro à poitrine blanche        | Petroicidae       | sud-ouest                                |             |       |
| Miro à poitrine grise          | Petroicidae       | sud/sud-ouest                            |             |       |
| Miro à poitrine jaune          | Petroicidae       | est                                      |             |       |
| Miro rosé                      | Petroicidae       | sud-est                                  |             |       |
| Miro de Tasmanie               | Petroicidae       | Tasmanie                                 |             |       |
| Miro à tête grise              | Petroicidae       | nord-est : Péninsule du cap York         |             |       |
| Miro à ventre citron           | Petroicidae       | nord                                     |             |       |
| Monarque à face noire          | Monarchidae       | est                                      |             |       |
| Monarque infatigable           | Monarchidae       | répandu                                  |             |       |
| Monarque oreillard             | Monarchidae       | nord-est                                 |             |       |
| Monarque menu                  | Monarchidae       | nord                                     |             |       |
| Monarque rougegorge            | Monarchidae       | nord & est                               |             |       |
| Monarque ruché                 | Monarchidae       | nord-est : Péninsule du cap York         |             |       |
| Monarque sanglé                | Monarchidae       | nord-est : Péninsule du cap York         |             |       |
| Monarque satiné                | Monarchidae       | est                                      |             |       |
| Mouette argentée               | Laridae           | côtes                                    |             |       |
| Myzomèle à collier             | Meliphagidae      | nord                                     |             |       |
| Myzomèle cravaté               | Meliphagidae      | répandu                                  |             |       |
| Myzomèle écarlate              | Meliphagidae      | est                                      |             |       |
| Myzomèle ombré                 | Meliphagidae      | nord et est                              |             |       |
| Myzomèle à tête rouge          | Meliphagidae      | nord                                     |             |       |
| Néositte variée                | Neosittidae       | répandu                                  |             |       |
| Ninoxe d'Australie             | Strigidae         | répandu                                  |             |       |
| Ninoxe de Christmas            | Strigidae         | île Christmas                            |             |       |
| Ninoxe puissante               | Strigidae         | est                                      |             |       |
| Ninoxe rousse                  | Strigidae         | nord                                     |             |       |
| Œdicnème bridé                 | Burhinidae        | répandu                                  |             |       |
| Origma des rochers             | Acanthizidae      | sud-est                                  |             |       |
| Orthonyx de Spalding           | Orthonychidae     | nord-est : Péninsule du cap York         |             |       |
| Orthonyx de Temminck           | Orthonychidae     | est                                      |             |       |
| Outarde d'Australie            | Otididae          | répandu                                  |             |       |
| Paradisier festonné            | Paradisaeidae     | est                                      |             |       |
| Paradisier de Victoria         | Paradisaeidae     | nord-est : Péninsule du cap York         |             |       |
| Pardalote à point jaune        | Pardalotidae      | répandu                                  |             |       |
| Pardalote pointillé            | Pardalotidae      | sud et est                               |             |       |
| Pardalote à sourcils rouges    | Pardalotidae      | répandu                                  |             |       |
| Pardalote de Tasmanie          | Pardalotidae      | Tasmanie                                 |             |       |
| Pédionome errant               | Pedionomidae      | centre                                   |             |       |
| Pélican à lunettes             | Pelecanidae       | répandu                                  |             |       |
| Perruche à ailes d'or          | Psittaculidae     | nord-est : Péninsule du cap York         |             |       |
| Perruche d'Alexandra           | Psittaculidae     | centre-ouest                             |             |       |
| Perruche de Barraband          | Psittaculidae     | sud-est                                  |             |       |
| Perruche à bonnet bleu         | Psittaculidae     | sud-est                                  |             |       |
| Perruche à bouche d'or         | Psittaculidae     | sud-est                                  |             |       |
| Perruche de Bourke             | Psittaculidae     | répandu                                  |             |       |
| Perruche à capuchon noir       | Psittaculidae     | nord                                     |             |       |
| Perruche à collier jaune       | Psittaculidae     | répandu                                  |             |       |
| Perruche à croupion rouge      | Psittaculidae     | sud                                      |             |       |
| Perruche élégante              | Psittaculidae     | sud                                      |             |       |
| Perruche érythroptère          | Psittaculidae     | nord                                     |             |       |
| Perruche gracieuse             | Psittaculidae     | nord                                     |             |       |
| Perruche de Latham             | Psittaculidae     | Tasmanie                                 |             |       |
| Perruche mélanure              | Psittaculidae     | sud                                      |             |       |
| Perruche multicolore           | Psittaculidae     | centre                                   |             |       |
| Perruche de Nareth             | Psittaculidae     | sud : plaine de Nullarbor                | -           |       |
| Perruche nocturne              | Psittaculidae     | centre                                   |             |       |
| Perruche omnicolore            | Psittaculidae     | sud-est                                  |             |       |
| Perruche ondulée               | Psittaculidae     | répandu                                  |             |       |
| Perruche à oreilles jaunes     | Psittaculidae     | sud-ouest                                |             |       |
| Perruche de paradis            | Psittaculidae     | est                                      |             |       |
| Perruche de Pennant            | Psittaculidae     | est                                      |             |       |
| Perruche des rochers           | Psittaculidae     | sud                                      |             |       |
| Perruche royale                | Psittaculidae     | est                                      |             |       |
| Perruche splendide             | Psittaculidae     | répandu                                  |             |       |
| Perruche terrestre             | Psittaculidae     | sud-est                                  |             |       |
| Perruche à tête pâle           | Psittaculidae     | est                                      |             |       |
| Perruche à tête pourpre        | Psittaculidae     | sud-ouest                                |             |       |
| Perruche turquoisine           | Psittaculidae     | est                                      |             |       |
| Perruche à ventre jaune        | Psittaculidae     | Tasmanie                                 |             |       |
| Perruche à ventre orange       | Psittaculidae     | Tasmanie                                 |             |       |
| Perruche vénuste               | Psittaculidae     | sud-est                                  |             |       |
| Pétrel de Solander             | Procellariidae    | île Lord Howe & Phillip Island (Norfolk) |             |       |
| Phasianelle brune              | Columbidae        | est                                      |             |       |
| Pigeon leucomèle               | Columbidae        | est                                      |             |       |
| Pipit austral                  | Motacillidae      | répandu                                  |             |       |
| Pitohui de Bower               | Pachycephalidae   | nord-est : Péninsule du cap York         |             |       |
| Pluvier australien             | Charadriidae      | répandu                                  |             |       |
| Pluvier à camail               | Charadriidae      | sud                                      |             |       |
| Pluvier ceinturé               | Charadriidae      | répandu                                  |             |       |
| Pluvier à face noire           | Charadriidae      | répandu                                  |             |       |
| Pluvier à tête rousse          | Charadriidae      | répandu                                  |             |       |
| Podarge gris                   | Podargidae        | répandu                                  |             |       |
| Polochion couronné             | Meliphagidae      | nord                                     |             |       |
| Polochion criard               | Meliphagidae      | est                                      |             |       |
| Polochion à menton jaune       | Meliphagidae      | répandu                                  |             |       |
| Pomatostome bridé              | Pomatostomidae    | répandu                                  |             |       |
| Pomatostome à calotte grise    | Pomatostomidae    | répandu                                  |             |       |
| Pomatostome à calotte marron   | Pomatostomidae    | est                                      |             |       |
| Pomatostome de Hall            | Pomatostomidae    | est                                      |             |       |
| Psophode babillard             | Psophodidae       | répandu                                  |             |       |
| Psophode carillonneur          | Psophodidae       | ouest                                    |             |       |
| Psophode du mallee             | Psophodidae       | sud-est : The Mallee                     | -           | -     |
| Psophode à menton noir         | Psophodidae       | sud-ouest                                |             | -     |
| Psophode à tête noire          | Psophodidae       | est                                      |             |       |
| Ptilope de l'Alligator         | Columbidae        | nord : Top End                           |             |       |
| Ptilope à diadème              | Columbidae        | répandu                                  |             |       |
| Petit puffin                   | Procellariidae    | côtes                                    |             |       |
| Pycnoptile compagnon           | Acanthizidae      | sud-est                                  |             |       |
| Queue-de-gaze à calotte rousse | Maluridae         | centre                                   |             |       |
| Queue-de-gaze du mallee        | Maluridae         | sud-est : The Mallee                     |             |       |
| Queue-de-gaze du sud           | Maluridae         | sud                                      |             |       |
| Râle sylvestre                 | Rallidae          | île Lord Howe                            |             |       |
| Réveilleur cendré              | Artamidae         | sud                                      |             |       |
| Grand Réveilleur               | Artamidae         | est                                      |             |       |
| Réveilleur noir                | Artamidae         | Tasmanie                                 |             |       |
| Rhipidure hochequeue           | Rhipiduridae      | répandu                                  |             |       |
| Rhipidure roux                 | Rhipiduridae      | répandu                                  |             |       |
| Rhynchée d'Australie           | Rostratulidae     | répandu                                  |             |       |
| Rousserolle d'Australie        | Acrocephalidae    | répandu                                  |             |       |
| Salangane d'Australie          | Apodidae          | nord-est : Péninsule du cap York         |             |       |
| Salangane de Christmas         | Apodidae          | île Christmas                            | -           | -     |
| Sarcelle rousse                | Anatidae          | répandu                                  |             |       |
| Séricorne de l'Atherton        | Acanthizidae      | nord-est : Péninsule du cap York         |             |       |
| Séricorne brun                 | Acanthizidae      | Tasmanie                                 |             |       |
| Séricorne à croupion roux      | Acanthizidae      | sud-est                                  |             |       |
| Séricorne fléché               | Acanthizidae      | est                                      |             |       |
| Séricorne des fougères         | Acanthizidae      | nord-est : Péninsule du cap York         |             |       |
| Séricorne à gorge jaune        | Acanthizidae      | est                                      |             |       |
| Séricorne montanelle           | Acanthizidae      | sud-ouest                                |             | -     |
| Séricorne rougegorge           | Acanthizidae      | centre/sud-ouest                         |             |       |
| Séricorne roussâtre            | Acanthizidae      | répandu                                  |             |       |
| Séricorne à sourcils blancs    | Acanthizidae      | répandu                                  |             |       |
| Séricorne strié                | Acanthizidae      | sud-est                                  |             |       |
| Séricorne de Tasmanie          | Acanthizidae      | Tasmanie                                 |             |       |
| Séricorne timide               | Acanthizidae      | sud                                      |             |       |
| Siffleur doré                  | Pachycephalidae   | répandu                                  |             |       |
| Siffleur à face rousse         | Pachycephalidae   | sud-est                                  |             |       |
| Siffleur de Gilbert            | Pachycephalidae   | sud                                      |             |       |
| Siffleur itchong               | Pachycephalidae   | répandu                                  |             |       |
| Siffleur olivâtre              | Pachycephalidae   | sud-est                                  |             |       |
| Spatule à bec jaune            | Threskiornithidae | répandu                                  |             |       |
| Spatule royale                 | Threskiornithidae | répandu                                  |             |       |
| Sphécothère de Vieillot        | Oriolidae         | répandu                                  |             |       |
| Sterne à longues pattes        | Laridae           | répandu                                  |             |       |
| Stictonette tachetée           | Anatidae          | sud                                      |             |       |
| Tadorne d'Australie            | Anatidae          | répandu                                  |             |       |
| Talégalle de Latham            | Megapodiidae      | est                                      |             |       |
| Talève de Lord Howe            | Rallidae          | île Lord Howe                            |             |       |
| Turnix bariolé                 | Turnicidae        | répandu                                  |             |       |
| Turnix castanote               | Turnicidae        | nord                                     |             |       |
| Turnix moucheté                | Turnicidae        | nord/est                                 |             |       |
| Petit turnix                   | Turnicidae        | répandu                                  |             |       |
| Turnix à poitrine noire        | Turnicidae        | est                                      |             |       |
| Turnix à poitrine rousse       | Turnicidae        | nord & est                               |             |       |
| Turnix de Robinson             | Turnicidae        | nord-est : Péninsule du cap York         |             |       |
| Vanneau tricolore              | Charadriidae      | répandu                                  |             |       |
| Zostérops de Christmas         | Zosteropidae      | île Christmas                            |             |       |